# Tai-Otoshi

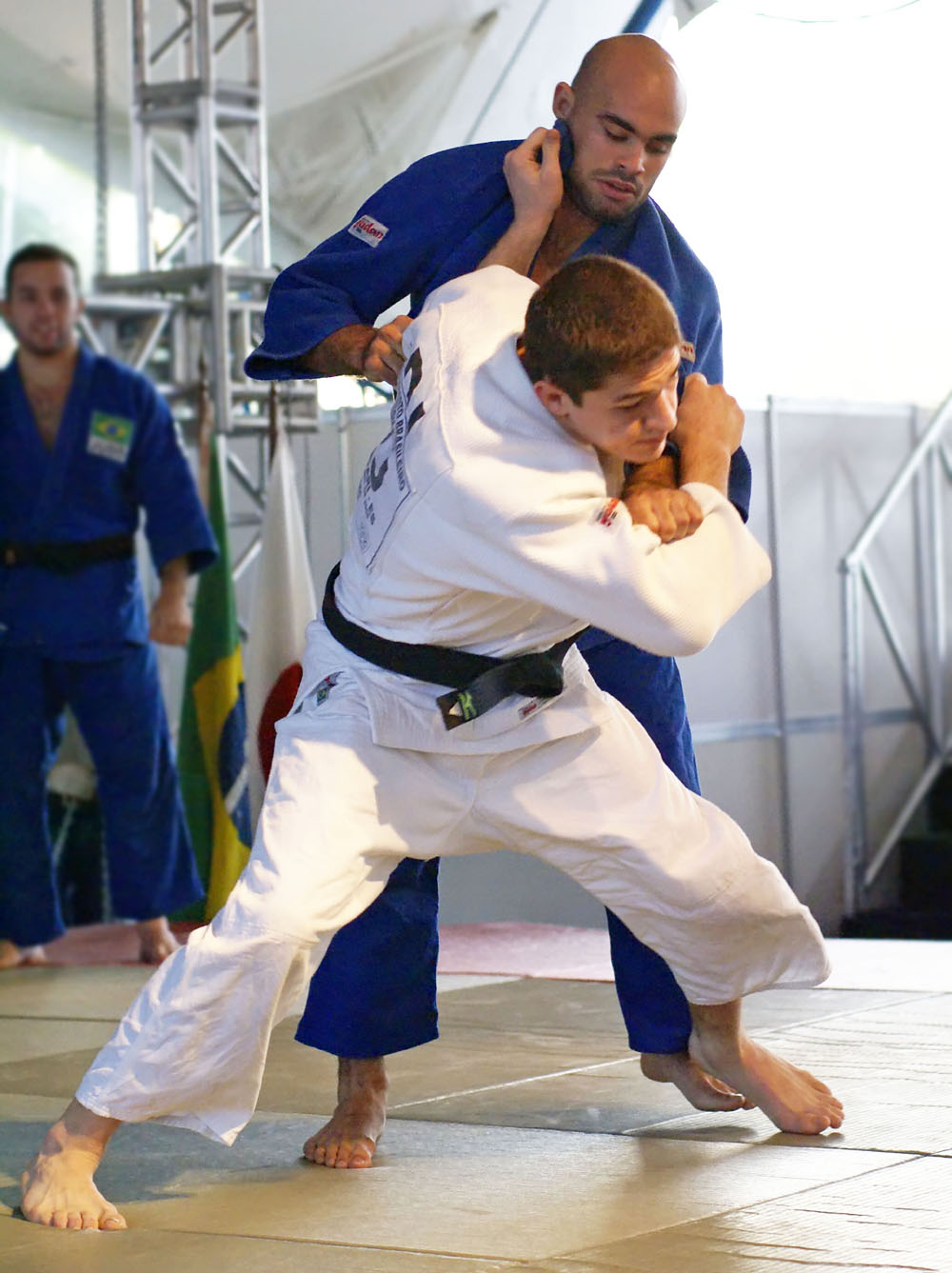
Tai-Otoshi

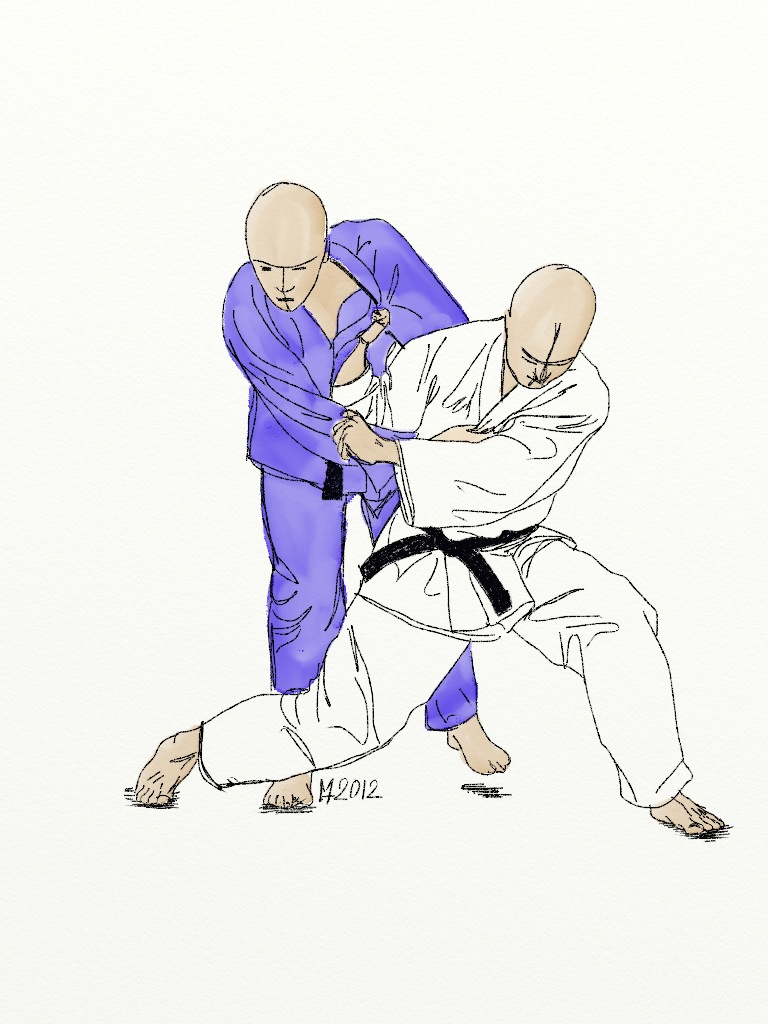
Exécution de Tai-Otoshi

Tai-Otoshi (renversement du corps, en japonais : 体落) est une technique de projection du judo. Tai-Otoshi est le 6e mouvement du 2e groupe du gokyo. C'est une technique de bras (Te-Waza).

## Terminologie
- Tai : corps
- Otoshi : renversement

## Exécution
Tori doit déséquilibrer Uke de façon à l'attirer sur la pointe d'un pied. Puis, il s'approche, pivote et place sa jambe en barrage sur les deux d'Uke. Puis, il tire le revers et la manche de manière à faire passer Uke par-dessus la jambe.

## Points-clé
- Le mouvement doit être fluide, souple et uniforme pour fonctionner.
- Le mouvement des bras est simultané et attire Uke sur la pointe des pieds.
- Le déséquilibre est continu et en cercle.
- Il n'y a pas de fauchage, mais un barrage.
- Toujours penser à créer le vide entre Uke et moi.

## Contres
- Gyaku-Ko-Uchi-Gari
- Yoko-Guruma
- Tai-Otoshi
- Seoi-Nage
- Ko-soto-gake

## Enchaînements
- Tsuri-Komi-Goshi
- O-Goshi
- Soto-Maki-Komi
- Yoko-Wakare
- Uki-Waza
- Yoko-Otoshi
- Harai-Goshi
- O-Soto-Gake (difficile)

## Variantes
- Kata-Ashi-Tai-Otoshi
- Kata-Hiza-Tai-Otoshi
- Morote-Kata-Sode-Tai-Otoshi